# Burg Frenzenhof
Die Burg Frenzenhof, auch Frenzhof genannt, ist eine ehemalige Wasserburg im Ortsteil Gindorf von Grevenbroich einer großen kreisangehörige Stadt im Rhein-Kreis Neuss in Nordrhein-Westfalen.

## Lage
Die Niederungsburg liegt westlich der Gustorfer Mühle und der Erft am östlichen Ortsrand von Gindorf mit der Adresse Zur Wassermühle 1. Anliegend verläuft westlich heute eine Eisenbahnstrecke.

## Geschichte
Die Wasserburg stammt vermutlich aus dem 16. Jahrhundert. Die Vorburg, wohl als ehemaliges Herrenhaus anzusehen, wurde 1933 abgerissen und durch eine Scheune ersetzt.

## Beschreibung
Heute befindet sich hier ein mehrflügeliger Wirtschaftshof, dessen Aussehen aber einer Burganlage in Norddeutschland entspricht. Das heutige Anwesen ist ein wuchtiger rechtwinkliger Backsteinbau mit zweigeschossigem Wohntrakt mit Satteldach in nicht durchzogenen Achsen. Ein östlich anstoßendes zweigeschossiges quadratisches Torhaus mit Walmdach weist über dem großen Eingangstor, das durch ein Sandsteinportal und gefasten Sandsteinquadern eingefasst ist, eine Steinplatte mit dem Allianzwappen und den Namensinschriften der „Raetz von Frenz“ und „Selbach von Loe“ auf.
Die Familie Raitz von Frentz war ein rheinisches Adelsgeschlecht. Das Rautenwappen ist ein typisches Wappen der Selbach Adelsfamilien, die in vielen Zweigen bekannt sind. Vermutlich geht dieses Wappen auf den Zweig Dieterichs von Selbach genannt von Neunkirchen zurück, der mit Else von Loe (Lohe) verheiratet war.
An der westlichen Ecke steht ein kleiner quadratischer Eckturm mit Zeltdach aus dem 15. Jahrhundert. An allen Gebäuden sind einfache (teils heute vermauerte) Schießscharten eingelassen. Der Wohntrakt wurde im 19. Jahrhundert verändert. Seit dem 10. April 1984 ist die Anlage als Baudenkmal Nr. 10 in der Grevenbroicher Denkmalliste eingetragen.